# Anthony Joseph Foyt

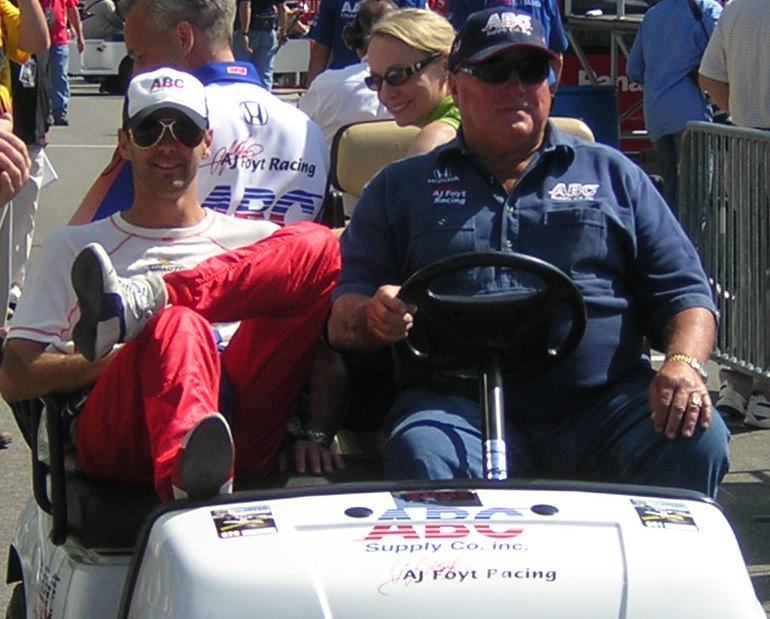
A.J. Foyt (dreta) i Darren Manning al Gran Premi d'Indianapolis 500 l'any 2007.

Anthony Joseph Foyt (16 de gener del 1935, Houston, Texas) és un pilot de curses automobilístiques estatunidenc considerat un dels grans pilots estatunidencs de la història.

## Palmarès
El seu palmarès és molt ampli: Guanyador en quatre ocasions de les 500 milles d'Indianápolis els anys 1961, 1964, 1967 i 1977, A.J. Foyt compta també amb 67 victòries a la Fórmula Indy i amb 7 campionats. També va guanyar la Daytona 500 el 1972, les 24 hores de Daytona així com les 24 hores de Le Mans l'any 1967 i les 24 hores de Sebring que va ser la seva última victòria professional. És l'únic pilot a la història amb victòries en totes les grans carreres de resistència.
A.J. Foyt també ha pilotat a la NASCAR. Es va retirar l'any 1993.

## Resultats a la Indy 500

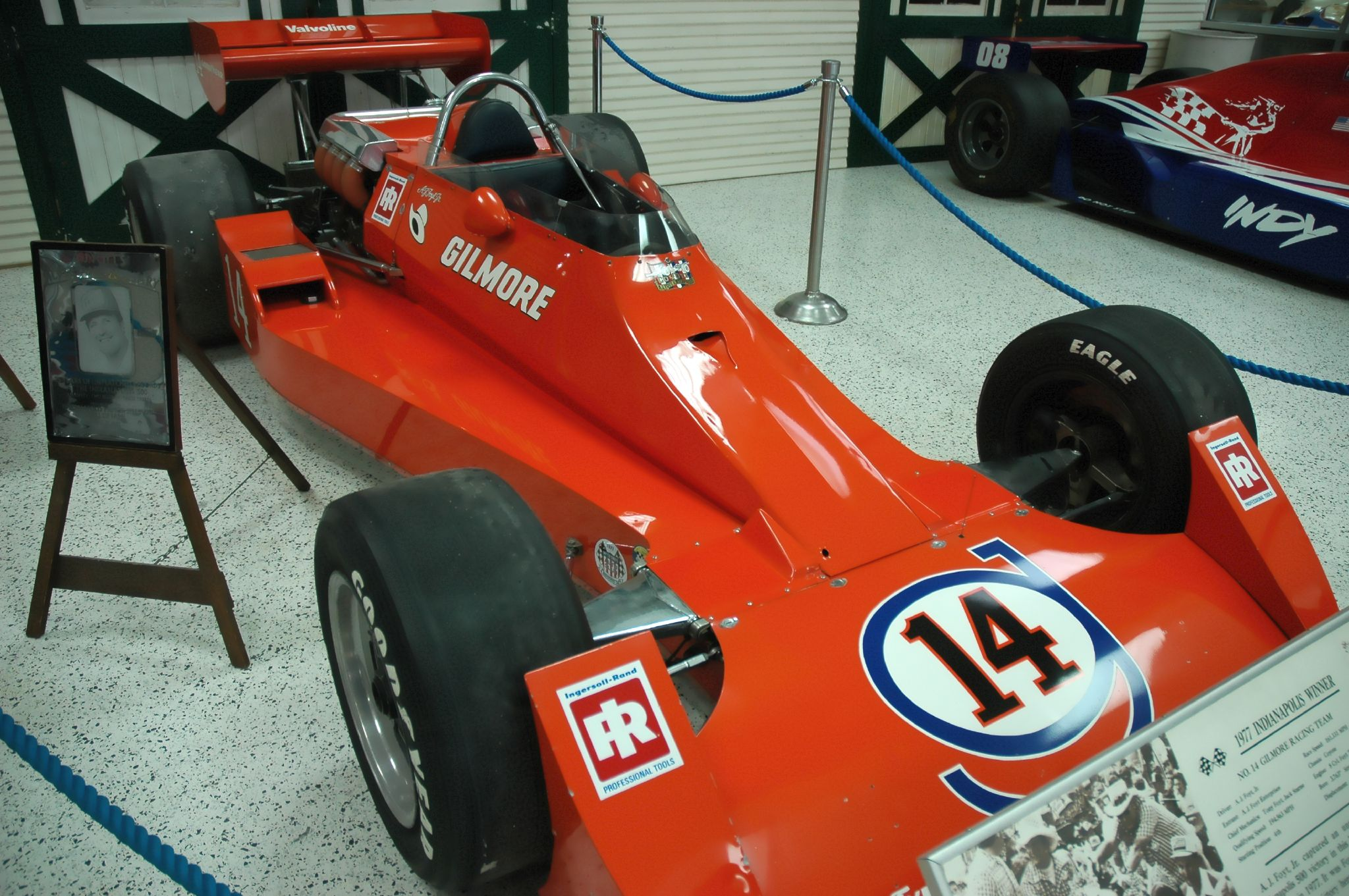
Cotxe amb el qual guanyà la prova d'Indianapolis 500 del 1977.

| Any  | Cotxe          | Motor              | G. sortida | Final |
| ---- | -------------- | ------------------ | ---------- | ----- |
| 1958 | Kuzma/Brauner  | Offy               | 12è        | 16è   |
| 1959 | Kuzma          | Offy               | 17è        | 10è   |
| 1960 | Kurtis/Epperly | Offy               | 16è        | 25è   |
| 1961 | Trevis         | Offy               | 7è         | 1r    |
| 1962 | Trevis         | Offy               | 5è         | 23è   |
| 1963 | Trevis         | Offy               | 8è         | 3r    |
| 1964 | Watson         | Offy               | 5è         | 1r    |
| 1965 | Lotus 34       | Ford Motor Company | 1r         | 15è   |
| 1966 | Lotus 38       | Ford Motor Company | 18è        | 26è   |
| 1967 | Coyote         | Ford Motor Company | 4t         | 1r    |
| 1968 | Coyote         | Ford Motor Company | 8è         | 20è   |
| 1969 | Coyote/Kuzma   | Ford Motor Company | 1r         | 8è    |
| 1970 | Coyote         | Ford Motor Company | 3r         | 10è   |
| 1971 | Coyote         | Ford Motor Company | 6è         | 3r    |
| 1972 | Coyote         | Foyt               | 17è        | 25è   |
| 1973 | Coyote/Riley   | Foyt               | 23è        | 25è   |
| 1974 | Coyote         | Foyt               | 1r         | 15è   |
| 1975 | Coyote         | Foyt               | 1r         | 3r    |
| 1976 | Coyote         | Foyt               | 5è         | 2n    |
| 1977 | Coyote         | Foyt               | 4t         | 1r    |
| 1978 | Coyote         | Foyt               | 20è        | 7è    |
| 1979 | Parnelli       | Cosworth           | 6è         | 2n    |
| 1980 | Parnelli       | Cosworth           | 12è        | 14è   |
| 1981 | Coyote         | Cosworth           | 3r         | 13è   |
| 1982 | March 82C      | Cosworth           | 3r         | 19è   |
| 1983 | March 83C      | Cosworth           | 24è        | 31è   |
| 1984 | March 84C      | Cosworth           | 12è        | 6è    |
| 1985 | March 85C      | Cosworth           | 21è        | 28è   |
| 1986 | March 86C      | Cosworth           | 21è        | 24è   |
| 1987 | Lola           | Cosworth           | 4t         | 19è   |
| 1988 | Lola           | Cosworth           | 22è        | 26è   |
| 1989 | Lola           | Cosworth           | 10è        | 5è    |
| 1990 | Lola           | Chevrolet          | 8è         | 6è    |
| 1991 | Lola           | Chevrolet          | 2n         | 28è   |
| 1992 | Lola           | Chevrolet          | 23è        | 9è    |
| 1993 | Lola           | Ford-Cosworth      | Retirat    |       |

## F1
El Gran Premi d'Indianapolis 500 va formar part del calendari del campionat del món de la Fórmula 1 entre les temporades 1950 i 1960. Els pilots que competien a la Indy durant aquests anys també eren comptabilitzats per al campionat de la F1. A. J. Foyt va participar en 3 curses de F1. Va debutar al Gran Premi d'Indianapolis 500 del 1958 i va participar en el Gran Premi d'Indianapolis 500 en dues ocasions més: els anys 1959 i 1960. En aquestes tres curses no arribà a puntuar mai.